# لوكاس هرنانديز
لوكاس هرنانديز (بالإسبانية: Lucas Hernández Perdomo)‏ هو لاعب كرة قدم أوروغواياني، ولد في 5 أغسطس 1992 في مونتفيدو في الأوروغواي. لعب مع أتلتيكو مينيرو وبنيارول ومونتيفيديو واندررز.

## وصلات خارجية
- لوكاس هرنانديز على موقع قاعدة بيانات كرة القدم.إي يو (الإنجليزية)
- لوكاس هرنانديز على موقع Soccerway.com (الإنجليزية)
- لوكاس هرنانديز على موقع عالم كرة القدم.نت (الإنجليزية)